# Tobias Frank
Tobias Frank, född den 5 april 1958 i Worms, Tyskland, är en västtysk landhockeyspelare.
Han tog OS-silver i herrarnas landhockeyturnering i samband med de olympiska landhockeytävlingarna 1984 i Los Angeles.
Han tog OS-silver i herrarnas landhockeyturnering i samband med de olympiska landhockeytävlingarna 1988 i Seoul.